# Dirk van Haren Noman

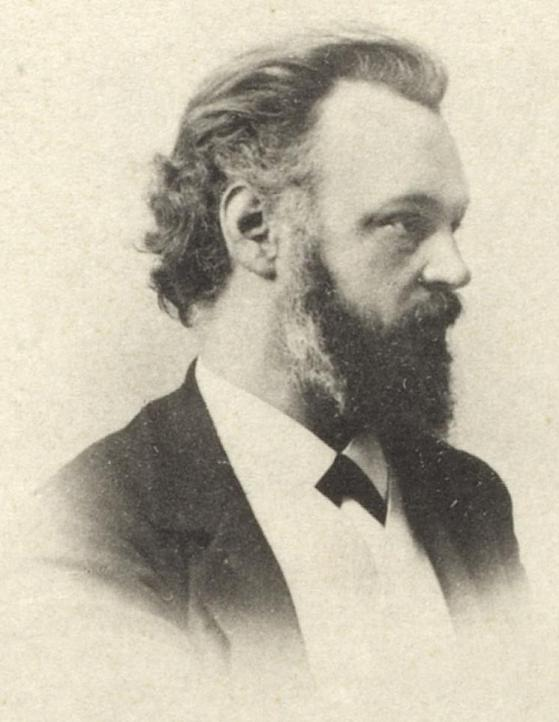
Dirk van Haren Noman

Dirk van Haren Noman (Batavia, 18 juli 1854 – Amsterdam, 8 maart 1896) was buitengewoon hoogleraar in de Leer der huidziekten aan de Universiteit van Amsterdam.

## Jeugd
Noman, telg uit het geslacht Noman, doorliep in Roermond met goed gevolg de hogereburgerschool, waarna hij privé-lessen Grieks en Latijn nam. Zijn vader had hem graag in de handel gezien, maar zijn moeder steunde hem in zijn ambities om een universitaire studie te volgen. Na een admissie-examen schreef hij zich dan ook in als student aan de Filosofische faculteit in Leiden.
In 1876 legde hij zijn kandidaatsexamen af, waarna hij van zijn studie filosofie overstapte naar geneeskunde. Tijdens zijn studie blonk hij uit in het voeren van discussies over allerlei onderwerpen die vaak niets te doen hadden met zijn studie. In 1877 kwam zijn eerste artikel uit in het Tijdschrift der Nederlandse dierkundige vereniging over een bewerking van de weekdieren (Molusca) die hij tijdens een tocht op de Noordzee had gevangen.

## Vroege loopbaan
Intussen had hij zich verbonden voor de militaire dienst in Indië, waar hij zijn studie medicijnen beëindigde. Hij promoveerde op zestien juni 1881 te Leiden op de dissertatie "Over de ontleedkundige veranderingen na immobilisatie van gewrichten". Hierna verbrak hij zijn verbintenis als medisch officier en vestigde zich te Leiden, waar hij een snel groeiende huisartsenpraktijk begon. Tevens was hij werkzaam als assistent van Prof. Mac Gillavry voor de pathologische anatomie en microscopie.
Deze combinatie van praktijk en wetenschap beviel hem echter niet. Toen hij in 1883 werd benoemd tot lector in de anatomie aan de Utrechtse hogeschool nam hij dit lectoraat graag aan.
Ondertussen begon Noman met de studie der huidziekten, waarvoor hij ook enige tijd in Wenen verbleef, waarna hij in Utrecht een serie colleges gaf over de histologie van de huid.

## Universiteit van Amsterdam
Op 4 februari 1886 aanvaardde Noman een betrekking tot hoogleraar voor syfilis en huidziekten aan de Universiteit van Amsterdam. Bij zijn inauguratie hield hij een rede over het ziektebegrip in de leer der huidziekten.
Aan zijn hoogleraarschap kwam tien jaar later een eind toen hij op 8 maart 1896 plotseling overleed, vermoedelijk aan de gevolgen van een beroerte. Het waren tien productieve jaren, waarin hij erin slaagde de studie in de hem opgedragen vakken tot een hoogte te brengen, die zowel voor de wetenschap als voor de behandeling van zieken van groot belang en nut wordt geacht. Hij wist zich ook bij de studenten populair te maken door zijn moderne manier van lesgeven.

## Nevenactiviteiten
Naast zijn hoogleraarschap was Noman ook lid van het genootschap ter bevordering van de heelkunde en was hij secretaris de Koninklijke Nederlandse Maatschappij tot bevordering van de Geneeskunst (KNMG). Voor die laatste club bewerkte hij "der volledige lijst en inhoud der verhandelingen en werken door het genootschap gedurende de eerste eeuw (1790-1890)". Al op jonge leeftijd had Noman een fototoestel in elkaar gezet. Later gebruikte hij deze kennis om met behulp van de kunst van het fotograferen verschillende vormen van huidziekten vast te leggen. Deze opnamen gebruikte hij voor een belangrijk werk op dermatologisch gebied, dat in tien delen verscheen en de titel droeg: Cauistique et diagnostic photographique des maladies de la peau (Haarlem 1889-1900).

## Andere werken
Andere werken van zijn hand zijn:
- De aetiologie en de contagiositeit van de lepra Arabum. Uit de nalatenschap van wijlen D. Gorter, Medic. Docts., arts en geneesheer te Meerenberg bij Haarlem, bijeengebracht door Prof. Dr. van Haren Noman
- Een bijdrage tot de gerechtelijke geneeskundige casuïstiek , in Ned. Tijds. v. Geneesk. 1882, 17
- Carsinoom-metastaen van de maag, in Ned. Tijds. v. Geneesk. 1882, 101
- Over de oorzaak van den dood na uitgebreide huidverbranding, in Ned. Tijds. v. Geneesk. 1885 II, a. I
- Bijdrage tot de Pathologie van de lepra Arabum, in Ned. Tijds. v. Geneesk. 1885 B, 48
- Ervaringen betreffende de subcutane aanwending van het oxydum hydrargyricum flavum tegen Syfilis (voordracht gehouden op het Nederlands natuur- en geneeskundig congres).

Naast bovenstaande voordracht heeft Noman nog vele andere voordrachten en demonstraties gegeven op conferenties en in verschillende medische sociëteiten.

## Dood
Zijn dood kwam volkomen onverwacht op 8 maart 1896 rond twaalf uur in de ochtend. Na het nemen van een bad werd hij vermoedelijk door een beroerte getroffen. Hij is begraven op de begraafplaats Zorgvliet in Amsterdam. Op zijn begrafenis waren veel professoren en studenten van de Universiteit van Amsterdam aanwezig. Rector magnificus Max Conraad had de eer de eerste grafrede te mogen uitspreken, waarin hij vooral Nomans eenvoud en humaniteit prees. Andere sprekers roemden hem vooral om zijn hart van goud.